# Glena totana
Glena totana là một loài bướm đêm trong họ Geometridae.